# Roberto Herrera
Roberto Herrera (* 5. September 1963 in San Salvador de Jujuy) ist ein argentinischer Tänzer, Choreograf und Tanzlehrer. Er gilt weltweit als bedeutender Tango-Tänzer und Lehrer.

## Leben
Herrera erlernte ab seinem achten Lebensjahr argentinische und lateinamerikanische Volkstänze und begann im Alter von 12 Jahren mit dem Tango Argentino; dabei war er unter anderem Schüler von Antonio Todaro und Pepito Avellaneda.
Als Tänzer und Choreograf arbeitete er mit den Orchestern von Osvaldo Pugliese, Leopoldo Federico, Julián Plaza, Beba Pugliese, Osvaldo Berlingieri, Néstor Marconi, Horacio Salgán und José Colángelo und absolvierte mit einigen dieser Orchester mehrfach Tourneen nach Europa und Japan.
Von 1986 bis 1990 war Herrera erster Tänzer (Primer Bailarin) des Folklore National Balletts (Ballet Folklórico Nacional) Argentiniens unter der Leitung von Santiago Ayala "El Chucaro" und Norma Viola. Zeitgleich hatte er Engagements in verschiedenen Tangohäusern. 
1986 übernahm er eine Solorolle im Film Tango Bar (Regie Marcos Zurinaga). 1988 tanzte er die Figur des Martín Fierro von José Hernández in dem Stück Aquí me pongo a cantar (deutsch: Hier fange ich an zu singen) im Teatro de las Provincias Buenos Aires. Im Jahr 1993 war er Solotänzer bei der Kompanie Tango Pasión. mit dem Orchester Sexteto Mayor. 1994 wirkte er im Film Muchas gracias maestro über das Leben von Osvaldo Pugliese mit. Von 1995 bis 1999 war er künstlerischer Leiter und Protagonist der Show „Tango, una Historia“ in der Nobel-Bar El Querandí in Buenos Aires und ist damit einer der Mitbegründer der Tango-Shows, wie man sie heute in Buenos Aires in den Casas de Tango (Tango Häusern) findet.
Herrera wirkte 1997 als Choreograf und Tänzer bei der Show zur Premiere des Films Evita in Buenos Aires und leitete im selben Jahr die Abschlussshow des Mar del Plata Film Festivals. Im Jahr 2000 war er gemeinsam mit seiner Tanzpartnerin Lorena Yacono Solotänzer in der Show „Tango Argentino“ am Gershwin Theatre am Broadway. 2004 war er Gasttänzer mit Mora Godoy in der Hauptrolle des Gaudencio im Musical Tanguera im Teatro El Nacional in Buenos Aires.
Seit 2002 ist Herrera Direktor der von ihm gegründeten Tango-Kompanie Compañía Roberto Herrera Tango. 2002 gastierte er mit der Tango-Kompanie mit seiner Show „Tango de Hoy“ im Rahmen der Fußball-Weltmeisterschaft in Seoul zusammen mit Natacha Poberaj. Im Jahr 2005 unternahm er seine erste Europatournee mit seiner Show „Tango Nuevo de Roberto Herrera“. Mit der Kompanie absolvierte er weltweit über 300 Aufführungen von Shows, wie beispielsweise „Tango de Hoy“, „Tango Nuevo de Roberto Herrera“, „Tango, Una Historia“, „Tango de Buenos Aires“, „Tango Origin“ und „El Tango“.
Herrera gründete zudem im Jahr 2004 die Herrera Tango Academy, die heute Niederlassungen in Buenos Aires, Mailand und München hat; die Münchner Niederlassung kooperiert mit der TangoschuleTango genial. Seit 1979 unterrichtet er Tango, gibt weltweit Workshops und tritt bei Tango-Festivals auf. 
Herrera ist seit 2003 Jurymitglied der Tango-Weltmeisterschaft.

## Auszeichnungen
- 2012: Maestro Formador y Transmisor Popular Argentino de la Danza, verliehen vom Concejo Argentino de la Danza (C.A.D.)[1]